# Франциско Малабо Беоса
Франциско Малабо Беоса, также известен как король Малабо II (исп. Francisco Malabo Beosá; 23 июня 1896 — ноябрь 2001) — африканский монарх, родившийся на острове Фернандо По в Испанской Гвинее (сегодня Биоко в Экваториальной Гвинее), был сыном бывшего короля буби Малабо Лопело Мелака (Малабо I) и последним законным наследником Королевства Буби.

## Биография
Король Малабо II считался духовным отцом народа буби, возглавлявшим круг старейших советников, чьи анимистические обряды были сосредоточены на культе Морима — верховного существа и творца вселенной. В 1973 году Франсиско Масиас Нгема в своей политике африканизации названий географических достопримечательностей в Экваториальной Гвинее изменил название Санта-Исабель, столицы Экваториальной Гвинеи, на Малабо в честь своего отца, короля Малабо.
Он умер в возрасте 105 лет в деревне Мока, его родном городе, расположенном в южной части острова Биоко . Он был одним из самых долгоживущих членов королевской семьи. Он оставил большую семью из 9 детей, 62 внуков, 84 правнуков и 17 праправнуков.

## Награды
Король Малабо II отпраздновал свое столетие в 1996 году и стал старейшим из известных мировых лидеров. (См. Список долгожителей (члены королевской семьи и дворянство)). Правительство Экваториальной Гвинеи в лице губернатора провинции Биоко-Сур Деограсиаса Олома Мигеля Абиа воздало по национальному телевидению дань уважения покойному королю во время его похорон в Моке.